# Bulánci
Bulánci jsou česká freewarová hra pro Microsoft Windows, ve které bojují proti sobě Bulánci – označovaní jako E.A.P. (extrémně agresivní polštář). Hra je 2D s pohledem seshora. Byla vytvořena českou firmou SleepTeam. Ve hře dříve vedli Bulánci válku proti lidem a i nadále se vyznačují agresivitou se silným pudem sebezáchovy, což vedlo k vraždám Bulánků mezi sebou navzájem. V roce 2023 vyšla předělávka Bulánci 2.

## Hratelnost
Hra nabízí bonusy (schopnosti) v režimu pro jednoho hráče (tréninku s boty). Jsou jimi oko (neviditelnost po omezenou dobu), štít (nesmrtelnost, také omezeno limitem), náboj (náboje chvíli neubývají) a hodiny (přidá čas).
Na počátku kola má hráč pouze pistoli (má pouze pět nábojů, nabíjí se však), ale během něj může sbírat zbraně, které se náhodně spawnují. Jedná se o:
- Samopal – zbraň, která může vystřelit čtyři dávky po čtyřech kulkách.
- Raketomet – velice pomalá zbraň. Při výbuchu zničí vše kolem sebe. Má dva náboje.
- Brokovnice – rychlá zbraň s největším rozptylem, ve volných prostorách je prakticky nepřekonatelná. Čtyři výstřely, v každém pět smrtících projektilů.
- Mina – klasická nášlapná mina. U sebe může hráč mít až čtyři miny, sbírají se však po jedné.

### Základní mapy
Ve hře je šest základních map:
- Na dobrou noc – lze zde narazit na nebezpečnou střílející myš, kterou je možné zabít. Mezi mírumilovná stvoření této mapy patří zajíček a ptáček na stromě, které lze rovněž zabít. Zvláštností je, že při různých spuštěních mapy jsou některé předměty jinak uspořádány.
- Vybíjená – jen potemnělý taneční parket, žádné krytí. Nahoře je bulánčí DJ.
- Noční směna – Nejdůležitější na této mapě jsou trubky, které jsou různě propojené. Po vstřelení náboje do jedné trubky vyletí projektil z druhého konce trubky.
- Malárie – ocitnete se v džungli – mapa nabízí spoustu úkrytů pod listím.
- V zajetí 8bitu – mapa vyvedená v černobílém retro stylu. V levém horním rohu je v díře pod sklem obluda, pokud bude osvobozena, tak bude vykukovat a po všech plivat smrtonosné projektily podobné výstřelům z brokovnice. Lze ji zabít.
- Exitus – nejmladší a pravděpodobně poslední oficiální mapa. Hráče v ní ohrožují nebezpeční bulánčí zombie se samopaly.

### Editor levelů
V roce 2006 byl uvolněn editor, který umožňuje komukoli tvorbu vlastních levelů (map). Tyto mapy mohou také obsahovat nastražené miny, teleporty, bulánčí zombie či počítačem řízené protivníky. Pro zájemce je na internetu zveřejněn návod na práci s editorem od autora Dr. Killer (na jeho blogu jsou i jeho vlastní mapy ke stažení). Soubory map jsou ukládány s příponou EAP. Pro instalaci mapy do hry je nutné ji vložit do složky se souborem hry.

## Vývoj a vydání
Počátkem roku 2002 se na internetu objevila nová hra od SleepTeamu. Bulánci měli pouze 3 MB. Ale pro velký zájem se začala hra rozšiřovat. Přibyly nové zbraně, úrovně a spoustu dalších doplňků. Její obliba spočívá především v možnosti hraní až 3 hráčů na jednom PC, nebo až 4 hráči přes internet (TCP/IP) a místní síť (IPX). Celá hra je k dispozici zdarma a poslední verze je 1.82.
V roce 2003 byla vytvořena placená anglická verze pod názvem Combat Pillows. Poslední verze je 1.4, zdarma vyšla demoverze a zbytek obsahu byl zpoplatněn.
V roce 2006 byl uvolněn editor vlastních úrovní.
V roce 2009 byla distribuovaná česká verze pro mobilní telefony.

### Buláncina mobilní telefony
SleepTeam původně vyvíjel od konce roku 2006 hru Bulánci v programovacím jazyku Java pro tlačítkové telefony. Okolo roku 2007 nastaly problémy s vývojem. V roce 2009 se SleepTeam spojil se studiem Handjoy a vydali hru Bulánci pro mobilní telefony na technologii Java (J2ME). Obsahuje tři prostředí (Na dobrou noc, Malárie a V zajetí 8bitu) a tři herní módy (kampaň, trénink a multiplayer přes bluetooth). Na zařízeních s Androidem jde hrát s pomocí aplikace J2ME Loader.
Roku 2012 vyšel neoficiální port Combat Pillows pro systém Android, z šesti původních map chybí jen mapa Exitus, z marketu byl později stažený a funguje jen singleplayer.